# Klopeiner See
Der Klopeiner See (slowenisch: Klopinjsko jezero) ist ein See in Kärnten, Österreich, südwestlich von Völkermarkt, im Gemeindegebiet von Sankt Kanzian am Klopeiner See. Der Klopeiner See stellt den Rest eines ehemals viel größeren, nacheiszeitlichen Sees dar, der das ganze Gebiet um die heutige Ortschaft Kühnsdorf umfasste. Mit Wassertemperaturen von bis zu 29 °C zählt er zu den wärmsten Alpenseen.

## Geologische Gegebenheiten
Der Klopeiner See wird nur schwach durchströmt. Lediglich einige kleinere oberflächliche Zuflüsse mit geringer Wasserführung und das Grundwasser speisen ihn. Dadurch ist der Klopeiner See einer der am geringsten durchfluteten Seen Kärntens, was auch die hohe Wassertemperatur erklärt. Der Abfluss verlässt den See im Westen und entwässert letztlich in die Drau. Der Klopeiner See ist 1,8 Kilometer lang, 800 Meter breit und an seiner tiefsten Stelle 48 Meter tief, die durchschnittliche Tiefe beträgt 23 Meter.
Aufgrund des geringen Wasserdurchflusses gibt sich die Gemeinde St. Kanzian am Klopeiner See als Eigentümerin des Klopeiner Sees große Mühe, die Wasserqualität des Sees zu erhalten. Der Einzugsbereich des Sees ist seit Jahrzehnten, nachdem der See Anfang der 1980er biologisch „gekippt“ war, voll kanalisiert. Der Klopeiner See verfügt seit 1975 über eine Tiefenwasserableitung, die sauerstoffarmes und nährstoffreiches Wasser entfernt. Auf diese Weise wird die Tiefe der sauerstoffangereicherten Wasserschicht vergrößert. Während in den 1930er Jahren die Zirkulationsströmungen eine Tiefe von 40 Metern erreichten, findet heute eine Durchmischung nur noch bis 30 Meter statt, weshalb technisch nachgeholfen werden muss.
Auch der 13 Meter tiefe und etwas kleinere Turnersee ist für seine angenehmen Wassertemperaturen bekannt. Er liegt etwa 2 Kilometer entfernt bei Unternarrach und gehört ebenfalls zur Gemeinde St. Kanzian. Bekannt unter den Fischern ist auch der Kleinsee. Dieser befindet sich nordwestlich des Klopeiner Sees.

## Tourismus
Der Klopeiner See wird sehr stark touristisch genutzt, davon zeugen Hotel- und Badeanlagen rund um den ganzen See. An den Ufern des Sees befinden sich zahlreiche Strandbäder, die zum Teil auch über ein Buffet verfügen. Die meisten Bäder sind privat und für Gäste der einzelnen Beherbergungsbetriebe reserviert. Es gibt aber auch gemeindeeigene Strände, die gegen Gebühr öffentlich zugänglich sind.
Bereits 1885 kamen die ersten Gäste an den Klopeiner See, in dessen Umfeld es 40 Betten gab. Der Schwerpunkt lag damals noch im Auskurieren etwa von Lungenerkrankungen. In den 1920er Jahren wurden die ersten größeren Beherbergungsbetriebe eröffnet. Die touristische Nutzung nahm bis in die 1970er Jahre stark zu. Sie konzentrierte sich auf die drei Sommerfrischen Klopein (Nordufer), Seelach (Nordwestecke) und Unterburg (Südostecke). Heute sind die drei Gemeindeteile größtenteils zusammengewachsen, wobei sich das Zentrum der touristischen Nutzung aufgrund des verfügbaren Baugrunds von Klopein eher nach Seelach verschoben hat.

## Fischbestand
Im Klopeiner See wurden 15 Fischarten nachgewiesen (Seenbericht 2004):
- Reinanke (Maräne, Coregonus lavaretus)
- Seeforelle (Salmo trutta f. lacustris)
- Hecht (Esox lucius)
- Wels (Silurus glanis)
- Aal (Anguilla anguilla)
- Aitel (Leuciscus cephalus)
- Amurkarpfen (Graskarpfen; Ctenopharyngodon idella)
- Brachse (Abramis brama)
- Karpfen (Cyprinus carpio)
- Laube (Steinfischerl, Alburnus alburnus)
- Rotauge (Rutilus rutilus)
- Rotfeder (Scardinius erythrophthalmus)
- Schleie (Tinca tinca)
- Barsch (Perca fluviatilis)
- Zander (Sander lucioperca)